# Ommata bivittata
Ommata bivittata là một loài bọ cánh cứng trong họ Cerambycidae.